# Bombningen av Tokyo
Bombningen av Tokyo, som ofta kallas ”brandbombningen”, genomfördes av USA:s flygvapen under Stillahavskriget under andra världskriget. USA genomförde en småskalig bombräd mot Tokyo i april 1942 med stora effekter på moralen. Strategisk bombning och bombning av tätorter inleddes år 1944 efter att långdistansbombaren B-29 trätt i tjänst, först med baser i Kina och därefter på Marianerna. Flygräder med B-29 inleddes från dessa öar den 17 november 1944 och varade fram till 15 augusti 1945, dagen då Japan kapitulerade. Flygräden 9–10 mars 1945 var en av de mest destruktiva bombningarna i historien.

## Historia
Liksom i Tyskland utsatte allierade flygstyrkor, främst amerikanska, de japanska öarna för en enorm bomboffensiv under senare delen av andra världskriget. Bombningar i större skala kom dock igång först efter att ögruppen Marianerna erövrats sommaren 1944. Samtidigt infördes det nya bombplanet B-29 som hade betydligt längre räckvidd och kunde ta större bomblast. Med det japanska flygvapnet oskadliggjort var de japanska städerna nästan försvarslösa inför de väldiga armador av bombplan som vällde in över landet från och med hösten 1944. De flesta storstäder blev sönderbombade.

## Bombningen 21 februari 1945
Över 170 Boeing B-29 Superfortress från 221. US Airforce utförde den då svåraste bombattacken mot Tokyo. 1 667 ton brandbomber ledde till att 28 000 hus brann ner och att många civila dödades eller skadades. Dessa bombningar var en ny taktik som generalmajor Curtis LeMay hade utvecklat och den gav förödande resultat. Förstörelsen överträffade den som atombomberna senare åstadkom. LeMay bestämde att bomberna skulle fällas från en höjd av 2 500 meter, istället för från 10 000 meter, för att undvika att träffsäkerheten skulle minska genom turbulens eller isbildning. De japanska husens enkla konstruktion gjorde att brandbombernas effekt blev stor. Att bombningarna gjordes under natten minskade också riskerna för B-29-planen. Efter denna attack blev det nya sättet att bomba en regel.

### Operation Meetinghouse
Den första stora brandbombsräden mot Tokyo kom natten mellan den 9 och 10 mars 1945, med kodnamnet Operation Meetinghouse. Tidigare så hade bombplanen av typen B-29 flugit in dagtid på hög höjd med huvudsakligen sprängbomber, nu bytte man taktik. Istället flög man in på 1500–2700 meters höjd nattetid, med en last av huvudsakligen napalmfyllda brandbomber av typen M-69. För att kunna öka bomblasten hade en stor del av bombplanens defensiva kulsprutor monterats bort då Japan i stort sett saknade nattjaktplan. 
334 bombplan från Curtis LeMays XXI Bomber Command tillhörande Twentieth Air Force startade från baser på ögruppen Marianerna på kvällen den 9 mars. Vid klockan 01.00 började de första bomberna falla över Tokyo, när anfallet upphörde tre timmar senare hade närmare en halv miljon brandbomber fällts över staden. Resultatet blev en fruktansvärd eldstorm, som slukade allt i sin väg då träbebyggelse dominerade stadsbilden. Bara tolv amerikanska plan förlorades under natten, främst på grund av uppvindar från den brinnande staden. 42 plan skadades av luftvärn medan den vanligaste skadan var att bombplanens undersidor var svartbrända av brandröken. Före anfallet hade 1,7 miljoner Tokyobor evakuerats från staden men befolkningen uppgick ändå till sex miljoner människor.
Resultatet av anfallet blev minst 100 000 dödade Tokyobor och runt en miljon hemlösa. Närmare en fjärdedel av Tokyos hus var nerbrända inklusive 100 av 287 brandstationer och 100 av 250 sjukvårdsinrättningar. Bombningen av Tokyo natten 9–10 mars 1945 var det värsta bombanfallet under hela andra världskriget. I antalet döda och skadade var anfallet värre än bombningarna av Dresden respektive Hamburg eller atombombningarna av Hiroshima respektive Nagasaki.

### Var eldbombningarna ett krigsbrott?
Mer än 50% av Tokyos industri var utspridd i områden där det också fanns bostadshus och kommersiella fastigheter. Eldbombningarna delade stadens näringsliv i två delar. Vissa efterkrigsanalytiker har ansett att brandbombningarna var ett krigsbrott genom att de drabbade civil infrastruktur och ledde till att mängder av civilpersoner omkom.